# Wangermeer
Das Wangermeer ist ein rund 100 Hektar großer künstlich angelegter Freizeitsee in der Gemeinde Wangerland im nordwestlichen Niedersachsen.

## Beschreibung
Das Wangermeer am nördlichen Ortsrand von Hohenkirchen entstand durch Kleiabbau im Zuge von Deicherhöhungsmaßnahmen im Elisabethgroden durch den III. Oldenburgischen Deichband. Zur Erschließung der nördlichen Seeseite wurde  eine rund 325 Meter lange Brückenpromenade für Fußgänger und Radfahrer über den See gebaut, die aufgrund ihrer Höhe die Unterquerung von kleinen Segelbooten möglich macht. Für die Zukunft plant die Gemeinde eine touristische Nutzung. Kernpunkt ist ein Wander- und Radweg rund um den See. Im Nordosten des Sees soll eine ökologisch wertvolle Flachwasserzone entstehen.

## Bildergalerie

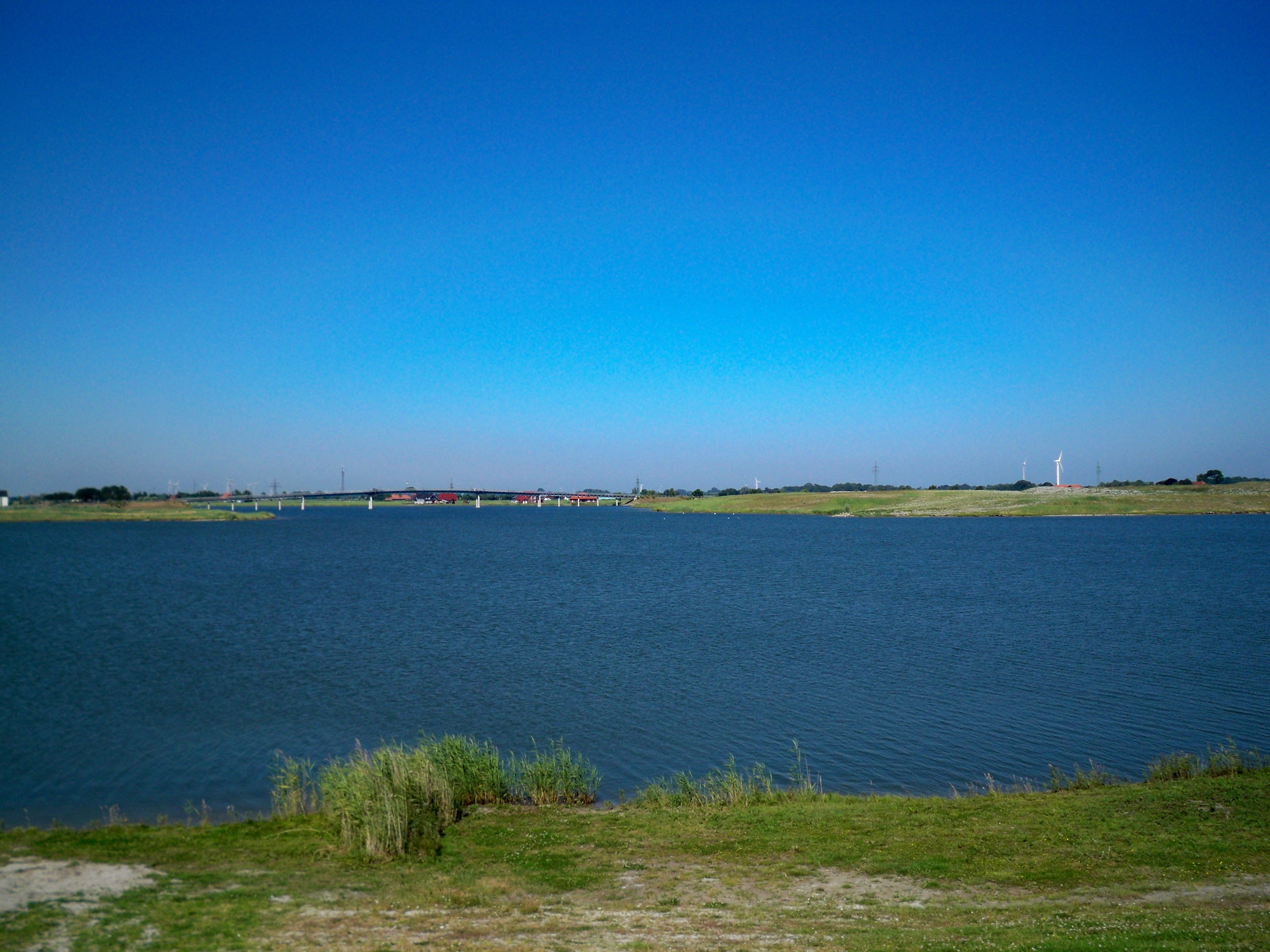
Blick von der Fußballgolfanlage über das Wangermeer mit der Brücke im Hintergrund, Juli 2014
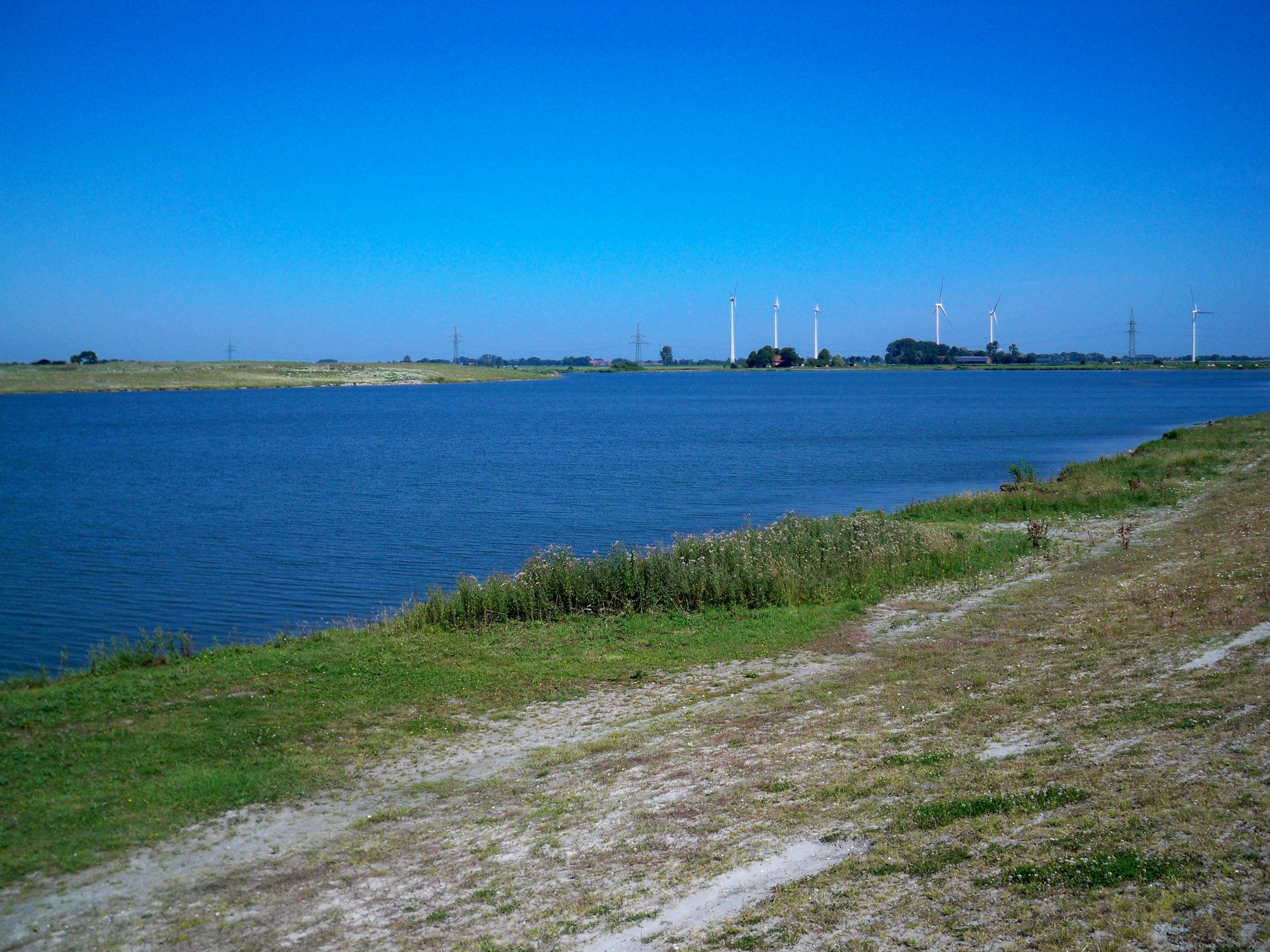
Nördliche Bucht
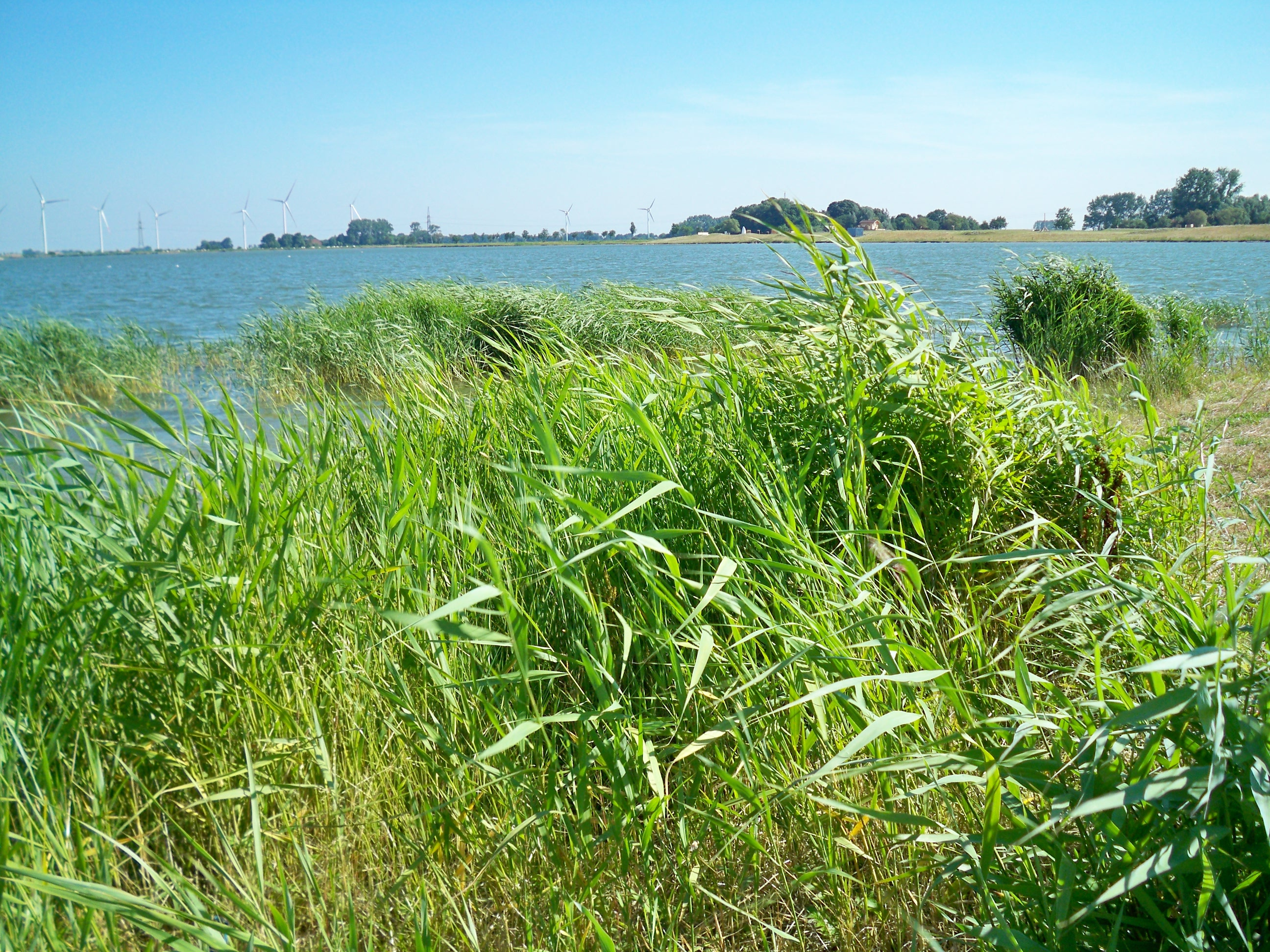
Schilfgürtel am Rundweg
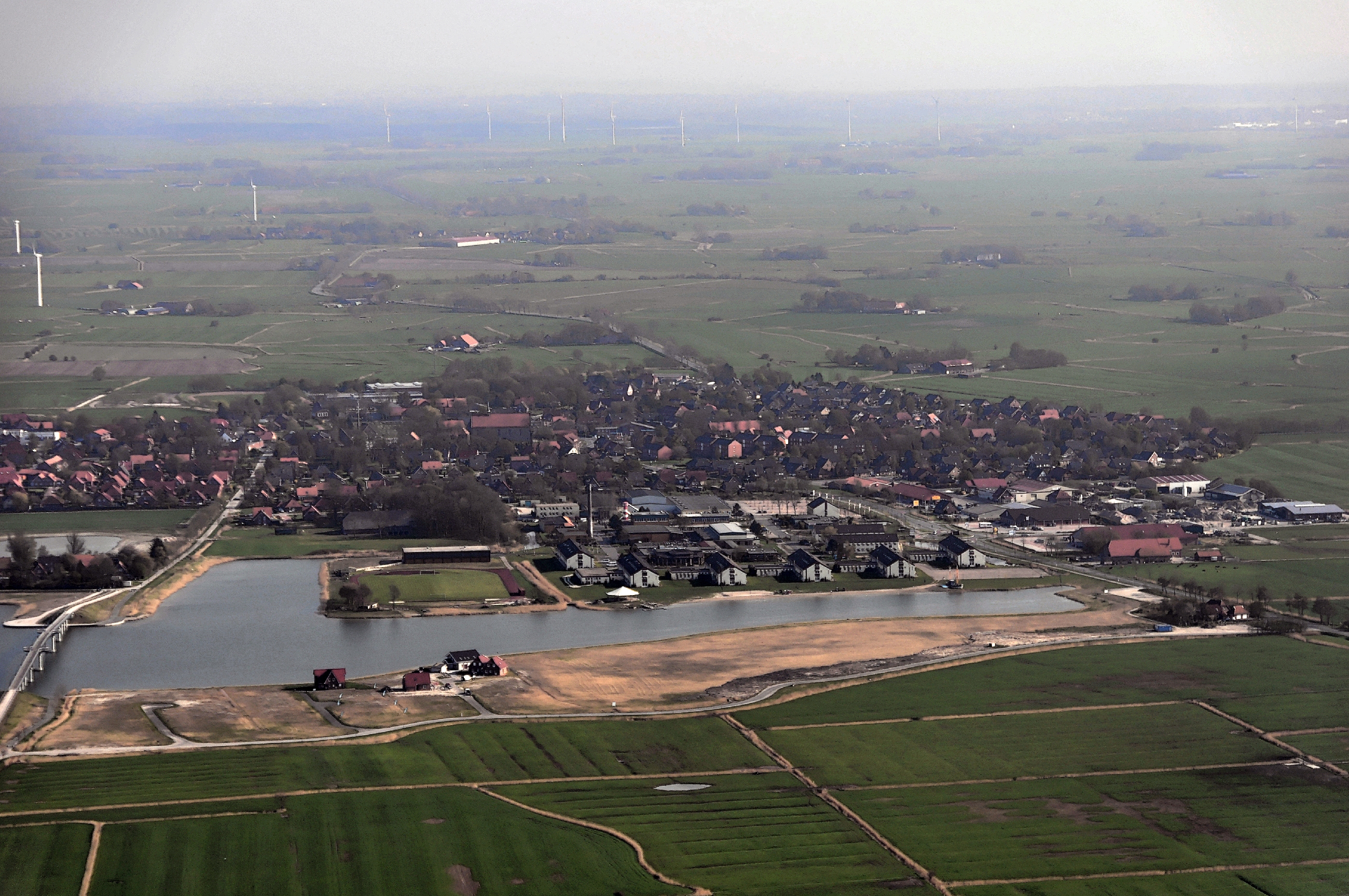
Ansicht von Norden auf Hohenkirchen, Mai 2013